# Holomelina opella
Holomelina opella är en fjärilsart som beskrevs av Augustus Radcliffe Grote 1863. Holomelina opella ingår i släktet Holomelina och familjen björnspinnare. Inga underarter finns listade i Catalogue of Life.